# Bank Syariah Indonesia
Bank Syariah Indonesia (lit. "Sharia Bank of Indonesia", viết tắt là BSI) là một ngân hàng Hồi giáo thuộc sở hữu nhà nước ở Indonesia. Ngân hàng được chính thức thành lập vào ngày 1 tháng 2 năm 2021 là kết quả của sự hợp nhất giữa các ngân hàng thuộc sở hữu nhà nước, là công ty con của các ngân hàng lớn hơn: BRI Syariah (thuộc Bank Rakyat Indonesia/BRI), Bank Syariah Mandiri (thuộc Bank Mandiri) và BNI Syariah (thuộc Bank Negara Indonesia/BNI).
Bank Syariah Indonesia đã nhận được giấy phép sáp nhập từ Cơ quan Dịch vụ Tài chính (OJK) vào ngày 27 tháng 1 năm 202. Cổ phần sở hữu ngân hàng bao gồm PT Bank Mandiri (Persero) Tbk (51,2%), PT Bank Negara Indonesia (Persero) Tbk (25%), PT Bank Rakyat Indonesia (Persero) Tbk (17,4%), Financial Institution Pension Fund thuộc BRI (DPLK BRI) - Sharia Stock (2%), và công chúng (4,4%).